# 里奇蘭鎮區 (密蘇里州加斯科內德縣)
里奇蘭鎮區（英語：Richland Township）是位於美國密蘇里州加斯科內德縣的一個行政鎮區。

## 地方資料
里奇蘭鎮區的面積為134.03平方千米，當中陸地面積為127.42平方千米，而水域面積為6.60平方千米。根據2020年美國人口普查的數據，當地共有人口767人，而人口密度為每平方千米5.72人。